# Sérgio Felipe Dias Ribeiro
Sérgio Felipe Dias Ribeiro, meglio noto come Serginho (Porto, 16 giugno 1985), è un calciatore portoghese, centrocampista dell'Iraklis Lardou.